# مدرع تشاكو
مدرع تشاكو (الاسم العلمي: Cabassous chacoensis) (بالإنجليزية: Chacoan Naked-tailed Armadillo)‏ هو نوع من الحيوانات يتبع جنس المدرع العاري الذيل من فصيلة المدرعات المتدثرة وأشباهها.